# Ravitaillement vertical

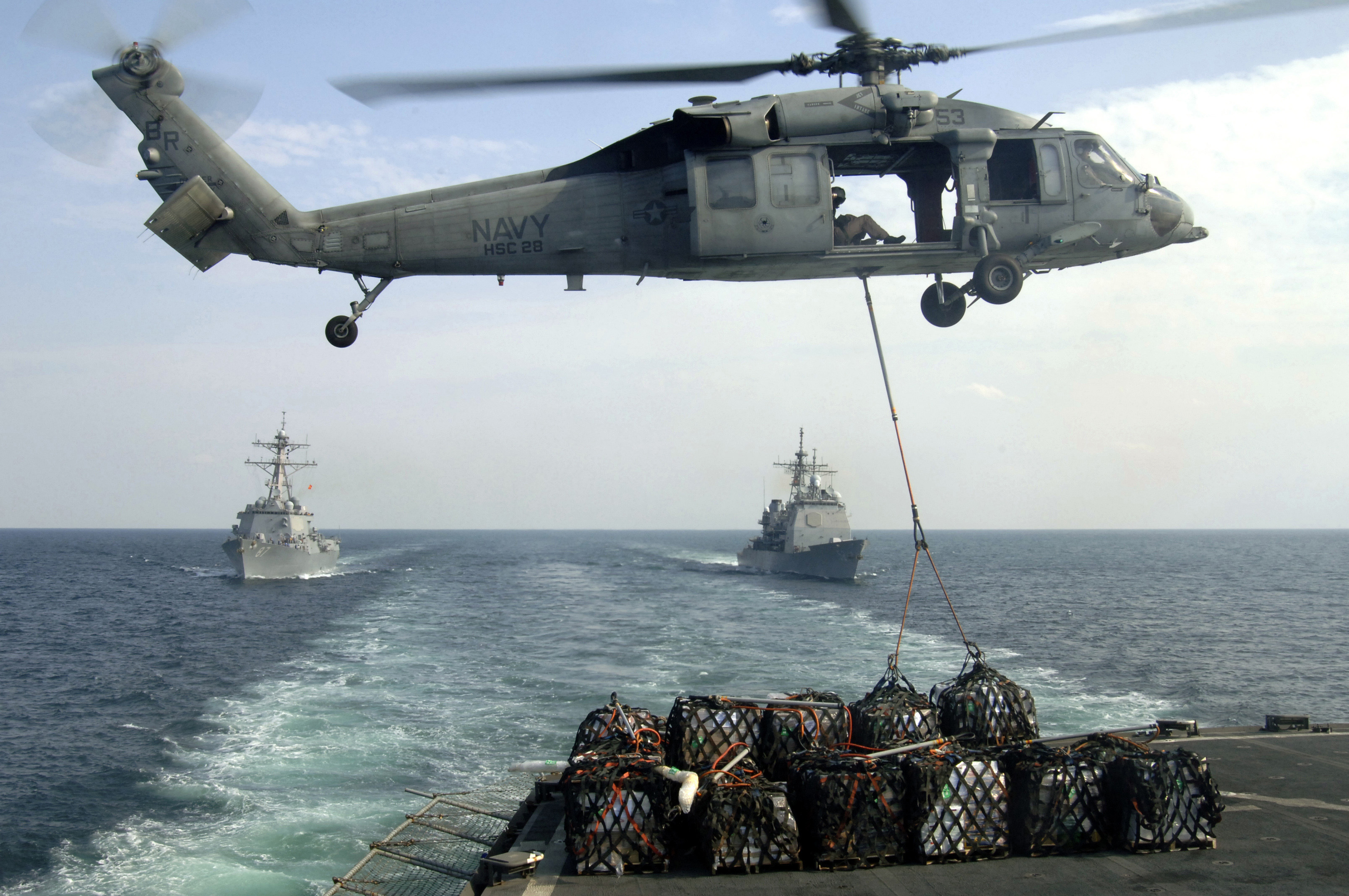
Un MH-60S Knighthawk élève des filets de fournitures depuis l'USNS Supply T-AOE-6/6

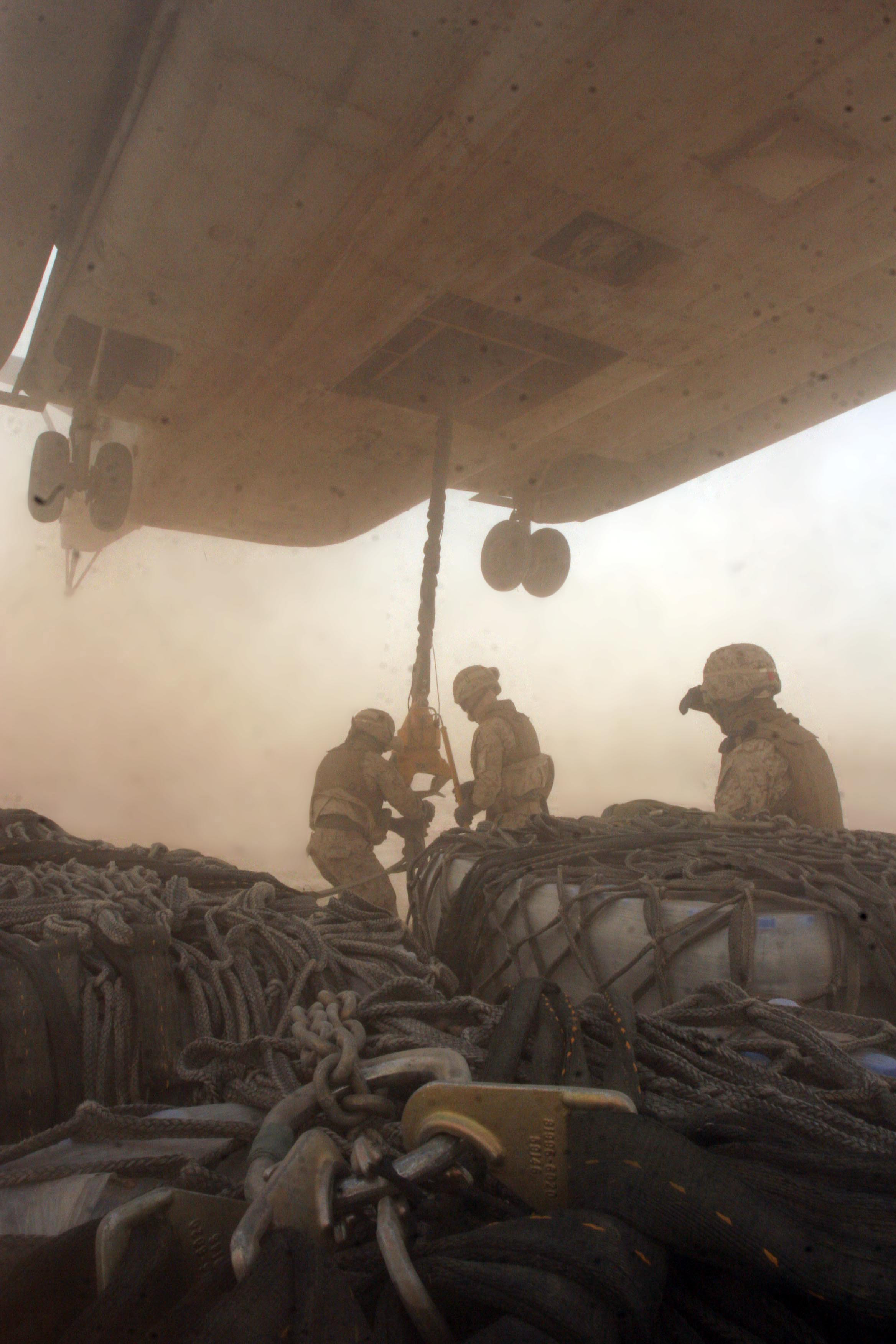
Ravitaillement vertical opéré manuellement

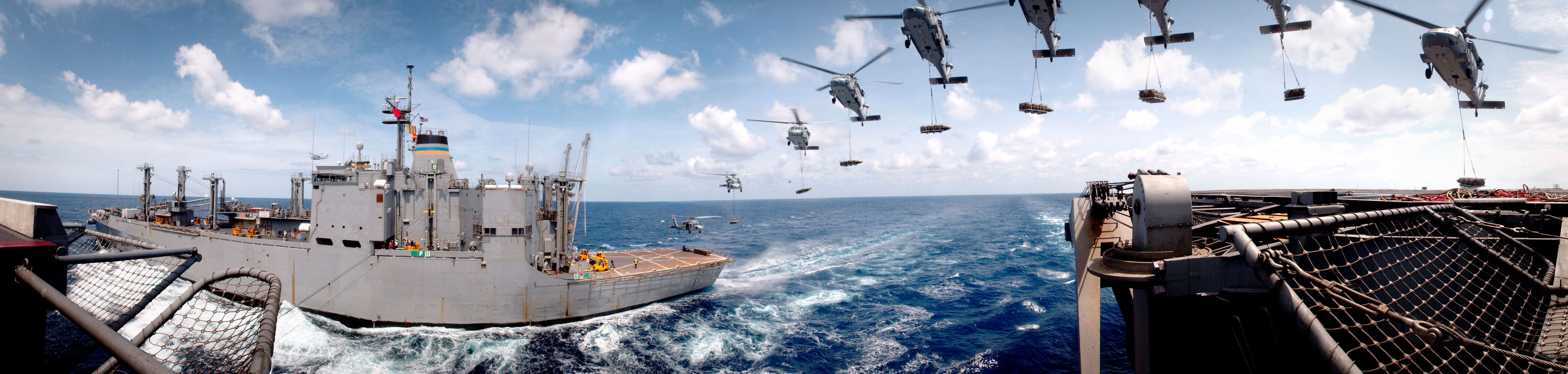
Un MH-60S Knighthawk assigné au Dragon Whales de l'Helicopter Combat Support Squadron Eight (HC-8), volant entre l'USS Harry S. Truman (CVN-75) et le navire de transport de munitions USNS Mount Baker (T-AE-34/6) transportant des bombes pour un ravitaillement vertical.

Le ravitaillement vertical (vertical replenishment ou VERTREP) s'entend du ravitaillement opéré par des hélicoptères ou du ravitaillement en vol de ceux-ci par bateau.

## Historique
La sixième flotte des États-Unis a développé des routines de ravitaillement vertical - VERTREP en 1962 par hélicoptère SH-3 Sea King opérant depuis l'USS Mississinewa AO-144/6 et l'USS Altair AKS-32 6. L'Altair a accompli le premier VERTREP depuis un porte-avions en 1965.

## Description
Le ravitaillement en vol d'hélicoptères peut être effectué lors du vol stationnaire de celui-ci par un navire ravitailleur.

## Quelques navires ravitailleurs pouvant opérer des ravitaillements verticaux
- Cantabria (A-15)
- Patiño (A-14)
- Classe Meteoro